# Monethe rudolphus
Monethe rudolphus är en fjärilsart som beskrevs av Frederick DuCane Godman och Osbert Salvin 1885. Monethe rudolphus ingår i släktet Monethe och familjen Riodinidae. Inga underarter finns listade i Catalogue of Life.